# Władysław Daszewski

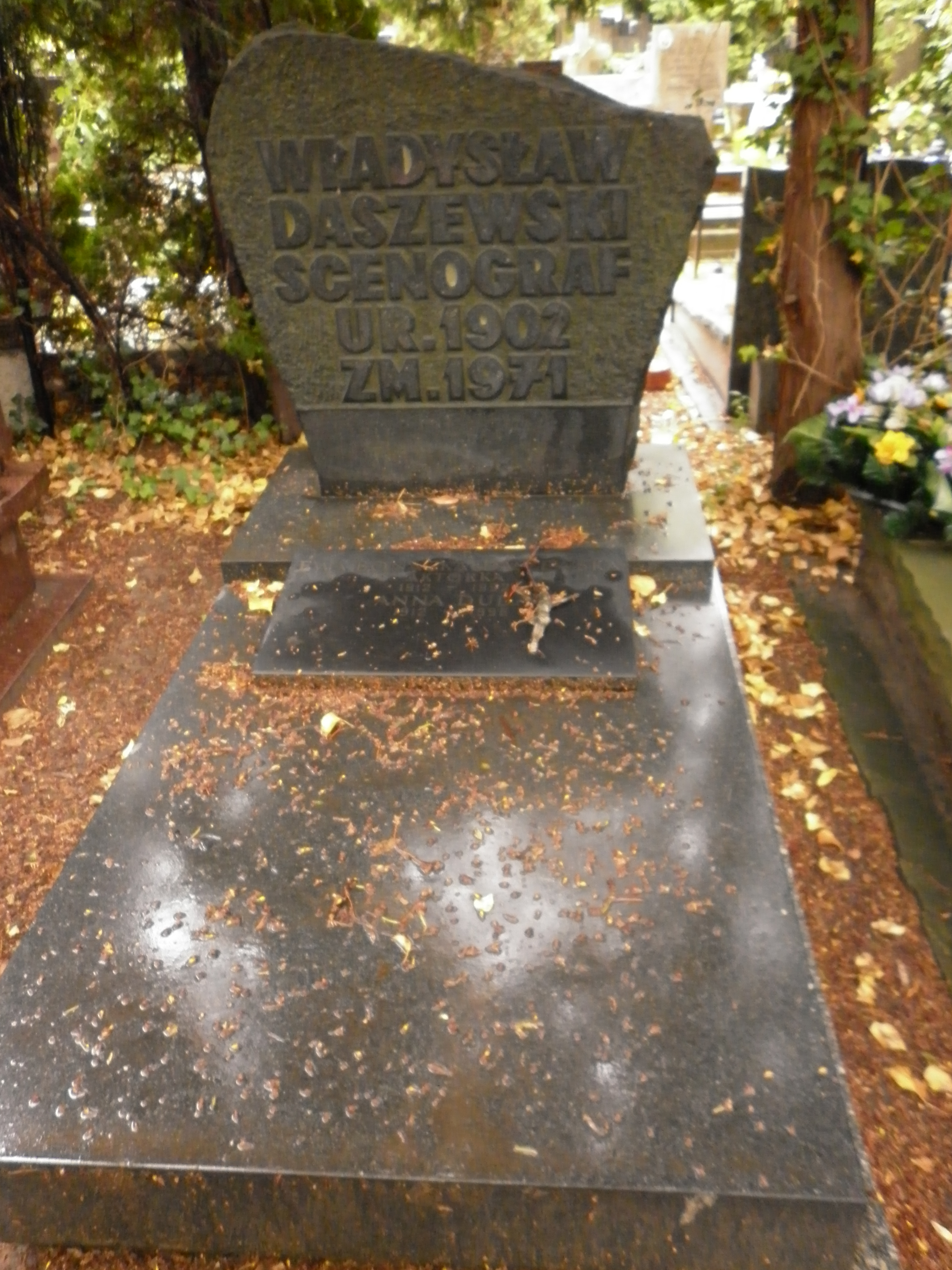
Grób Władysława Daszewskiego na cmentarzu Wojskowym na Powązkach

Władysław Daszewski, ps. Pik (ur. 3 marca 1902 w Warszawie, zm. 25 lipca 1971 tamże) – polski scenograf i karykaturzysta.

## Życiorys
Pochodził ze zubożałej szlacheckiej rodziny Konrada i Anieli z Wiśniewskich. Od 1915 wraz z rodziną mieszkał w Moskwie i tam chodził do polskiego gimnazjum. Ukończył gimnazjum humanistyczne w Lublinie i w maju 1920 zdał maturę. W latach 1920–1922 studiował na Wydziale Architektury Politechniki Warszawskiej w pracowni Stanisława Noakowskiego, następnie w warszawskiej Szkole Sztuk Pięknych. W okresie studiów współpracował jako karykaturzysta „Pik” z redakcjami „Cyrulika Warszawskiego”, „Robotnika” i „Wiadomości Literackich”. Projektował scenografię dla kabaretów „Qui Pro Quo” i „Cyrulik Warszawski”.
Od 1927 projektował scenografię dla teatrów warszawskich i lwowskich. W 1928 z okazji dziesiątej rocznicy odzyskania przez Polskę niepodległości razem z Leonem Schillerem i Aleksandrem Watem zorganizował widowisko sceniczne pod tytułem Polityka społeczna oparte na autentycznych materiałach krytyczne wobec stosunków panujących w fabrykach i polityki społecznej.  W 1930 został stałym scenografem teatrów lwowskich. Współpracował najczęściej z Leonem Schillerem. W latach 1940–1941 pracował w Lwowskim Państwowym Teatrze Polskim, realizując m.in. Zemstę Aleksandra Fredry. Po wkroczeniu wojsk hitlerowskich wyjechał do Warszawy. W latach 1945–1949 był scenografem Teatru Wojska Polskiego w Łodzi. Nadal współpracował z Leonem Schillerem tworząc scenografię m.in. do Krakowiaków i Górali Wojciecha Bogusławskiego (1946) i Burzy Williama Szekspira (1947). W 1949 został stałym scenografem, a w latach 1959–1961 był dyrektorem Teatru Narodowego w Warszawie.
W 1934 został profesorem, a w 1964 dziekanem Wydziału Scenografii Akademii Sztuk Pięknych w Warszawie, w latach 1946–1948 wykładowcą Państwowej Wyższej Szkoły Teatralnej w Łodzi. Należał do Polskiej Zjednoczonej Partii Robotniczej.
Był dwukrotnie żonaty. Po raz pierwszy z Marią Klichówną. Jego drugą żoną, od 15 kwietnia 1935, była aktorka Ewa Bonacka.
Zmarł w Warszawie, pochowany na cmentarzu Wojskowym na Powązkach (kwatera A32-1-16).

## Ordery i odznaczenia
- Order Sztandaru Pracy I klasy (11 lipca 1955)[8]
- Order Sztandaru Pracy II klasy (22 lipca 1949)[9]

- Złoty Krzyż Zasługi (15 czerwca 1946)[10]
- Medal 10-lecia Polski Ludowej (19 stycznia 1955)[11]

- Odznaka 1000-lecia Państwa Polskiego (1967)[12]

## Nagrody
- 1935 – Złoty Medal na Międzynarodowej Wystawie w Paryżu za scenografię do Wyzwolenia Stanisława Wyspiańskiego w inscenizacji Wilama Horzycy i reżyserii Kazimierza Tatarkiewicza z Teatru Wielkiego we Lwowie
- 1947 – I Nagroda Ministra Kultury i Sztuki za opracowanie scenograficzne Burzy w reżyserii Leona Schillera z Teatru Wojska Polskiego w Łodzi na Festiwalu Szekspirowskim
- 1949 – nagroda na Festiwalu Sztuk Rosyjskich i Radzieckich w Katowicach za scenografię sztuki Jegor Bułyczow i inni w reżyserii Władysława Krasnowieckiego z Teatru Narodowego w Warszawie
- 1950 – Państwowa Nagroda Artystyczna I stopnia w dziale plastyki za całokształt twórczości, a w szczególności za plastyczne opracowanie sztuk: Jegor Bułyczow i inni Maksyma Gorkiego oraz Krakowiacy i Górale Wojciecha Bogusławskiego[13]
- 1958 – II nagroda na Festiwalu Dramatów Wyspiańskiego za oprawę scenograficzną Wyzwolenia w Teatrze Narodowym w Warszawie
- 1964 – Nagroda Państwowa I stopnia za całokształt twórczości artystycznej w dziedzinie scenografii
- 1966 – I Nagroda na VI Kaliskich Spotkaniach Teatralnych za opracowanie plastyczne przedstawienia Caliguli